# Никола Димчев
Никола Георгиев Димчев е български демократ, кмет на Дупница.

## Биография
Никола Димчев е роден през 1895 година в Дупница. Завършва Военното училище в София през 1915 година и участва в Първата световна война като поручик, взводен командир. За бойни отличия и заслуги във войната е награден с ордени „За храброст“, IV степен и „Свети Александър“, V степен. Лидер на Демократическия сговор и привърженик на Андрей Ляпчев. От февруари до април 1926 година е назначен за кмет на Дупница като част от Временния управителен съвет. По-късно същата година е избран редовно за кмет. За време на управлението му е построен общинския дом, започва отчуждаването на имоти заради строящата се железопътна линия и е завършено шосето Дупница – Яхиново. През втората половина на 1929 година Никола Димчев повторно е назначен за кмет на временен управителен съвет, а между края на 1929 и 1932 година изкарва втори мандат като кмет на Дупница. За това време железопътната линия Дупница – Радомир влиза във финален етап на строеж и на 21 декември 1930 година я открива тържествено заедно с министър-председателя на България Андрей Ляпчев. Никола Димчев умира през 1979 година.